# Max Minghella
Pour les articles homonymes, voir Minghella.
Max Minghella est un acteur, réalisateur et scénariste britannique, né le 16 septembre 1985 à Hampstead (Londres).

## Biographie
Max Minghella est né le 16 septembre 1985 à Hampstead (Londres).
Il est le fils du réalisateur Anthony Minghella, neuf fois oscarisé et de Carolyn Choa, danseuse et chorégraphe chinoise, née à Hong Kong.
Il a une demi-sœur, Hannah Minghella.
Il a des origines irlandaises, chinoises, indiennes et suédoises.

### Vie privée
En 2010, il commence à fréquenter l'actrice américaine Kate Mara, mais ils se séparent en 2014.
En 2019, il est en couple avec Elle Fanning. Ils se séparent en 2023.

## Carrière
En 2005, il obtient son premier rôle professionnel pour le film Les Mots retrouvés auprès de Juliette Binoche et Richard Gere. Un critique le voit comme « un jeune acteur de talent à suivre ». La même année, il apparaît dans Syriana, où il a le rôle du fils de l'agent de la CIA incarné par George Clooney.
En 2006, il tient le rôle principal dans Art School Confidential de Terry Zwigoff, où il interprète un artiste. Il joue ensuite dans Elvis and Anabelle qui est présenté au festival South by Southwest.
En 2008, il apparaît dans Un Anglais à New York de Robert B. Weide. L'année d'après, il obtient un rôle important dans Agora, où il joue un jeune esclave amoureux de la philosophe Hypatie, interprétée par Rachel Weisz.
En 2010, il apparaît dans The Social Network de David Fincher. L'année suivante, il joue dans Les Marches du pouvoir de George Clooney et The Darkest Hour.
En 2013, il tourne dans le clip Shot at the Night du groupe The Killers.
En 2017, il obtient le rôle de Nick Blaine dans la série The Handmaid's Tale : La Servante écarlate, où il joue du chauffeur d'un  commandant de Gilead et devient l'amant et père de l'enfant de la protagoniste principale June Osborne.

## Filmographie

### Cinéma

#### Longs métrages
- 2005 : Les Mots retrouvés (Bee Season) de Scott McGehee et David Siegel : Aaron Naumann
- 2005 : Syriana de Stephen Gaghan : Robby Barnes
- 2006 : Art School Confidential de Terry Zwigoff : Jerome Platz
- 2007 : Elvis and Anabelle de Will Geiger : Elvis
- 2008 : Un Anglais à New York (How to Lose Friends & Alienate People) de Robert B. Weide : Vincent Lepak
- 2009 : Brief Interviews with Hideous Men de John Krasinski : Kevin / Sujet n°28
- 2009 : Agora d'Alejandro Amenábar : Davus
- 2010 : The Social Network de David Fincher : Divya Narendra
- 2010 : Hippie Hippie Shake : Martin Sharp
- 2011 : Les Marches du pouvoir (The Ides of March) de George Clooney : Ben Harper
- 2011 : The Darkest Hour de Timour Bekmambetov : Ben
- 2011 : 10 ans déjà ! (Ten Years) de Jamie Linden : AJ
- 2013 : Les Stagiaires (The Internship) de Shawn Levy : Graham Hawtrey
- 2013 : Horns d'Alexandre Aja : Lee Tourneau
- 2014 : Témoin gênant (Not Safe for Work) de Joe Johnston : Tom
- 2014 : About Alex de Jesse Zwick : Isaac
- 2015 : Into the Forest de Patricia Rozema : Eli
- 2021 : Spirale : L'Héritage de Saw (Spiral : From the Book of the Saw) de Darren Lynn Bousman : William Schenk
- 2022 : Babylon de Damien Chazelle : Irving Thalberg

#### Courts métrages
- 1998 : Let the Good Times Roll de Dalia Ibelhauptaite : Le garçon avec le chien
- 1999 : Toy Boys de Gaby Dellal : Danny
- 2015 : Just a minute de Gustav Johansson : P.A
- 2016 : Fluffy de Sarah Ramos : Mark Mason

### Télévision

#### Séries télévisées
- 2013 - 2015 / 2017 : The Mindy Project : Richie Castellano
- 2017 - 2025 : The Handmaid's Tale : La Servante écarlate : Nick Blaine
- A venir : Industry saison 4.

### Réalisateur
- 2018 : Teen Spirit
- 2024 : Shell

### Scénariste
- 2016 : La 9e Vie de Louis Drax (The 9th Life of Louis Drax) d'Alexandre Aja
- 2018 : Teen Spirit de lui-même

### Clip vidéo
- 2013 : Shot At The Night de The Killers[3]

## Voix françaises
En France
| - Damien Ferrette dans : - Agora - Les Marches du pouvoir - Spirale : L'Héritage de Saw - Stanislas Forlani dans : - The Social Network - Les Stagiaires - Témoin gênant | Et aussi - Maël Davan-Soulas dans Syriana - Alexis Tomassian dans Les Mots retrouvés - Alexis Victor dans The Darkest Hour - Pierre Le Bec (Belgique) dans 10 ans déjà ! - Paolo Domingo dans The Mindy Project (série télévisée) - Marc Lamigeon dans Horns - Benjamin Gasquet dans The Handmaid's Tale : La Servante écarlate (série télévisée) - Arthur Khong dans Babylon |

Au Québec